# Hugo Böttger
Hugo Böttger, nemški general in vojaški veterinar, * 21. oktober 1883, † 2. april 1953.